# PP-cel
|  |

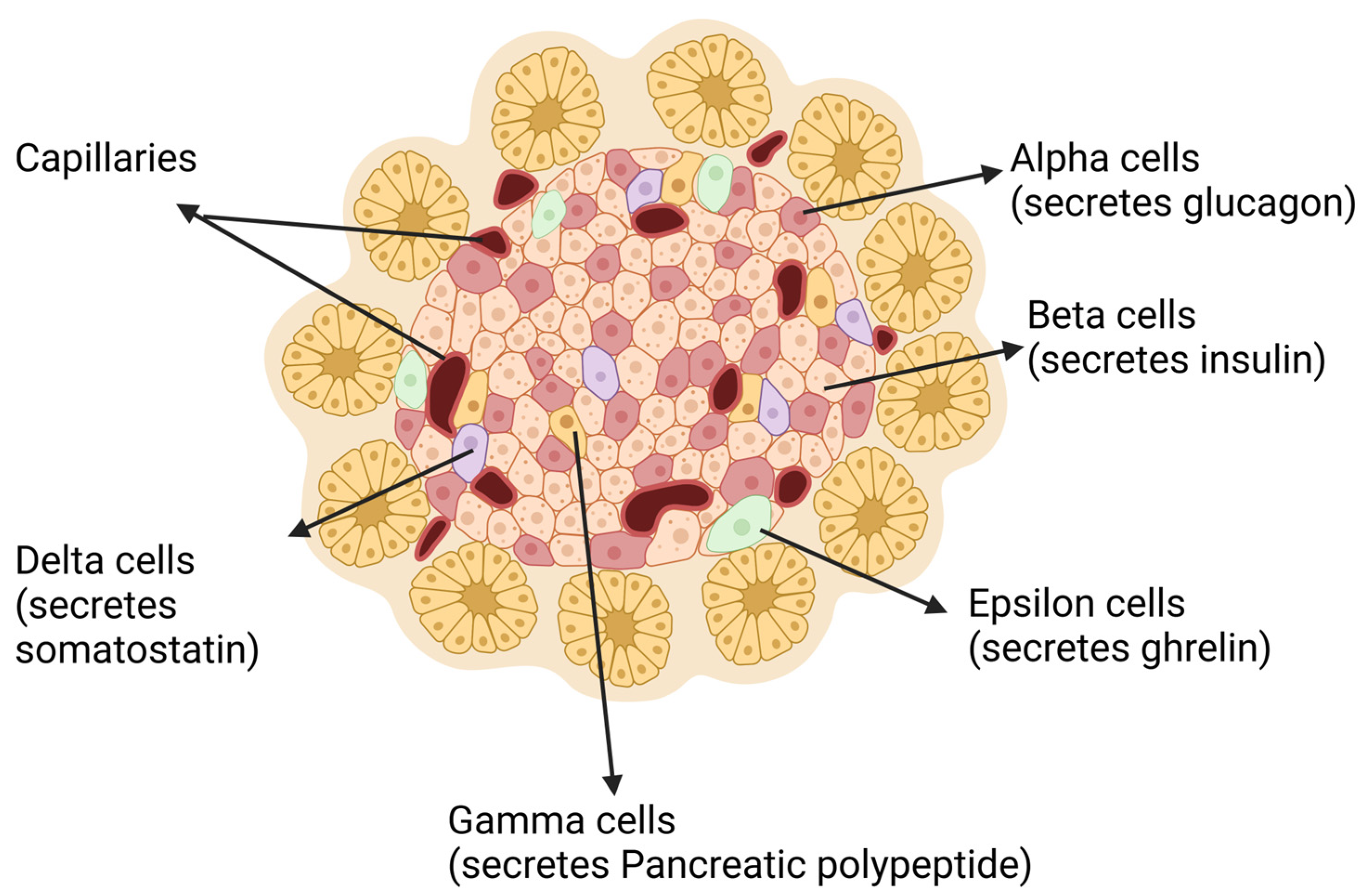
Celtypen in de eilandjes van Langerhans

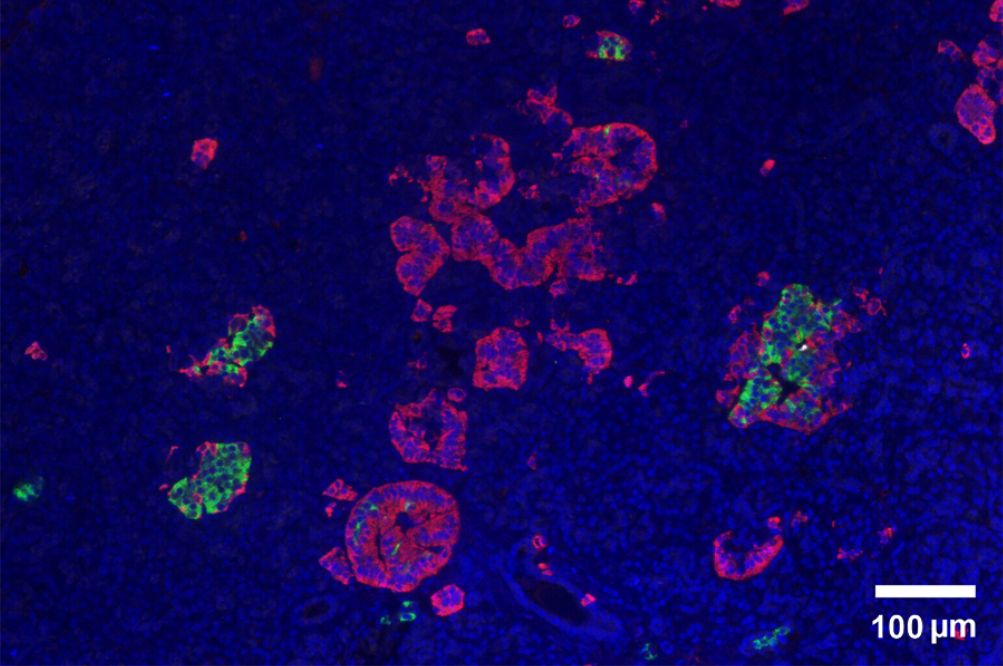
PP-cellen (rood), alfacellen (wit) en bètacellen (groen) in het PP-rijke gebied van de eilandjes van Langerhans.

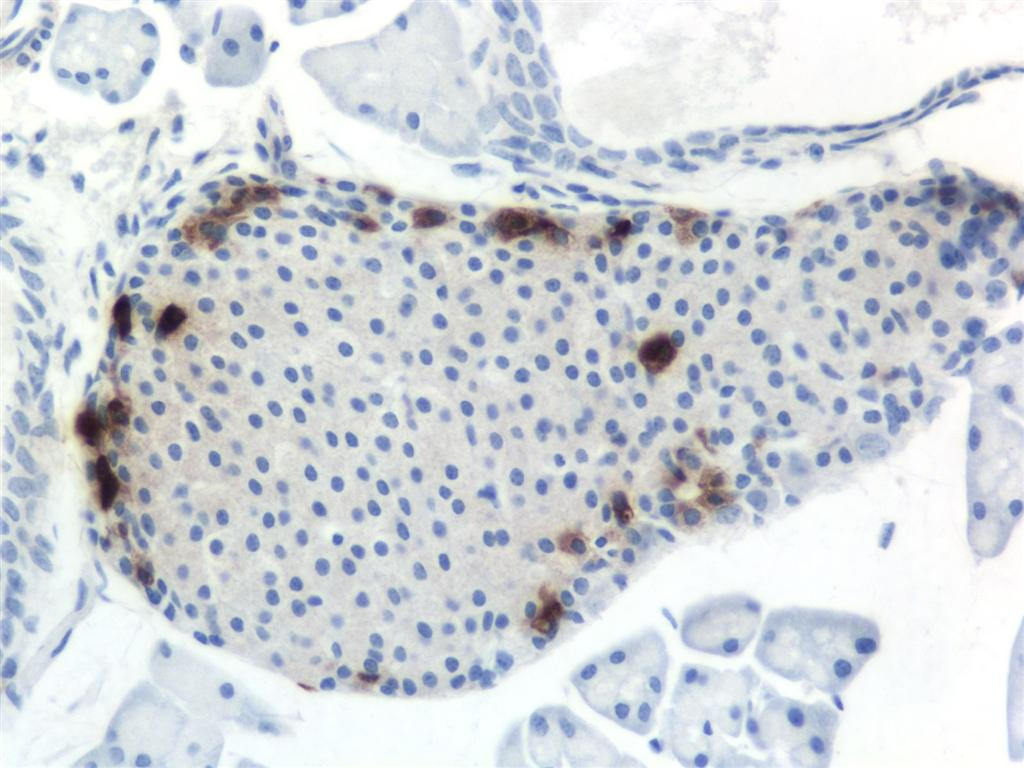
Eilandje van Langerhans met donkergekleurde (pancreas polypeptide) PP-cellen van de muis

PP-cellen (pancreas polypeptidecellen), vroeger ook wel gammacellen (γ-cellen) of F-cellen genoemd, zijn cellen in de eilandjes van Langerhans van de alvleesklier. Hun belangrijkste rol is het helpen synthetiseren en reguleren van de afgifte van pancreas polypeptide (PP), waarnaar ze vernoemd zijn. De eilandjes, waar PP-cellen zich bevinden, werden in 1869 ontdekt door een Duitse pathologisch anatoom en wetenschapper, Paul Langerhans. PP-cellen helpen bij de opbouw van de alvleesklier, maar zijn het kleinst in verhouding tot de andere cellen in de eilandjes. De verhoudingen kunnen variëren afhankelijk van welke dieren worden bestudeerd, maar bij mensen vormen PP-cellen minder dan 2% van de populatie eilandjescellen. In de verrijkte zone van het haakvormig uitsteeksel (kop alvleesklier) vormen PP-cellen 50-90% van het celvolume van het eilandje.

## Structuur en rol
De alvleesklier vervult meerdere functies bij zoogdieren. Hij speelt een rol in het spijsverteringsstelsel en het endocrien systeem, waardoor het een orgaan en een zeer belangrijke klier is. PP-cellen bevinden zich meestal in de eilandjes van Langhans en behoren tot de zeldzamere alvleesklierceltypen. Sommige kleine clusters kunnen ook worden aangetroffen in andere delen van het spijsverteringskanaal, vooral in de dunne darm en de dikke darm. Gezien hun locatie in de eilandjes en hun lage populatie, kunnen ze efficiënt reageren op veranderingen in de bloedsuikerspiegel, zenuwimpulsen en chemische signalering via gap junctions of celsignalering. PP-cellen vertonen de hoogste concentratie aan de kop van de alvleesklier.
PP-cellen spelen een belangrijke rol bij de regulatie van plasmaglucose, omdat ze helpen bij de synthese en afgifte van pancreas polypeptide (PP). Naarmate PP-cellen meer pancreas polypeptide afscheiden heeft dit een negatief effect op de insulinesecretie, wat leidt tot anorexia en een negatieve invloed op de darmfunctie. Deze cellen blijken functies in de darmen te remmen en ook de darmperistaltiek te verminderen. Met andere woorden, naarmate de secretie van het pancreas polypeptide toeneemt, begint de secretie van insuline af te nemen. Pancreas polypeptide werkt ook om de glycogeenspiegels en de hoeveelheid afgescheiden stoffen door maag- darmcellen en weefsel te reguleren. In PP-cellen en hun celkern bevindt zich het cellulaire DNA dat de aanmaak van verschillende eiwitten mogelijk maakt die vervolgens een rol spelen bij celfuncties. PP-cellen kunnen pancreas polypeptide produceren door transcriptie en translatie van het PPY-gen. Polypyrrool (PPY) is een organisch polymeer dat wordt verkregen door oxidatieve polymerisatie van pyrrool. Eenmaal geproduceerd, blijkt pancreas polypeptide een peptide van 36 aminozuren lang te zijn dat naar verschillende gebieden in de alvleesklier of het organisme kan worden gestuurd.
Pancreas polypeptidecellen zijn het meest actief en scheiden meer pancreas polypeptide af na een eiwitrijke maaltijd, vasten, fysieke activiteit en acute hypoglykemie. Deze cellen worden geremd door somatostatine, een remmend spijsverteringsstelsel hormoon, en de aanwezigheid van glucose.
Door middel van verschillende microscopietechnieken zijn de structurele details van PP-cellen beter begrepen. Dit omvat hun grootte, hoe hun celmembranen eruitzien, de eiwitten die ermee verbonden zijn en zelfs hun afmetingen. PP-cellen zijn langwerpige cellen. Een ander detail is te zien in insuline-secretiekorrels, of containerachtige knoppen, die insuline in een cel opslaan. In PP-cellen zijn de insulinekorrels kleiner en bolvormig en vergelijkbaar met die in alfacellen. Dit is ook te zien in menselijke PP-cellen, maar er is aangetoond dat verschillende dieren korrels hebben van verschillende groottes vergeleken met mensen, zoals knaagdieren. Bij katten en honden hebben PP-cellen grote korrels. Bij ratten hebben PP-cellen weinig korrels, net als bij mensen. Bij honden bevinden sommige PP-cellen zich in de wanden van het antrum van de maag.

## Klinische betekenis
PP-cellen behoren tot de cellen in de alvleesklier die het minst begrepen worden. Dit komt door een aantal redenen, maar met name door hun kleine aandeel in verhouding tot de andere cellen in de eilandjes van Langerhans. Een andere reden dat deze cellen zo slecht begrepen worden, heeft te maken met de moeilijkheid om ze te onderzoeken en analyseren. Verschillende studies uitgevoerd door diverse organisaties en laboratoria hebben allemaal geleid tot tegenstrijdige rapporten bij pogingen om PP-celpopulaties bij diabetes type 1 en type 2 te kwantificeren, omdat deze cellen prolifereren wanneer er schade aan de alvleesklier is.
Aangezien PP-cellen zich in de alvleesklier bevinden en zowel het spijsverteringsstelsel als het endocrien systeem bedienen, zijn de rollen die ze in een klinische setting kunnen spelen enorm en belangrijk om te analyseren. Veel van de toepassingen die gericht zijn op pancreas polypeptidecellen en de stoffen die ze afscheiden, helpen diabetes beter te begrijpen en te behandelen dan het al is en ze zijn uitgebreid bestudeerd bij ratten. Er wordt ook onderzoek gedaan naar hoe PP-cellen en de stoffen die ze afscheiden mensen kunnen helpen die door verschillende omstandigheden geen alvleesklier meer hebben, om de bloedsuikerspiegel te reguleren en de homeostase te handhaven. Andere studies met betrekking tot PP-cellen hebben aangetoond dat deze cellen een rol spelen bij het hongergevoel. Een ander gebied van klinisch onderzoek rond de eilandjes en PP-cellen betreft celcommunicatie. Momenteel worden therapeutische strategieën bestudeerd om de communicatie tussen verschillende cellen in deze alvleesklierregio te verbeteren door dieper in te gaan op de functies van deze cellen en de regio's waarin ze zich bevinden. De huidige studies richten zich voornamelijk op diabetes en het voorkomen van de nadelige effecten ervan op zoogdierorganismen. De onderzoeken die nu worden uitgevoerd, richten zich vooral op de mogelijkheden van stamceltherapieën of de ontwikkeling van andere farmaceutische middelen om deze aandoening te beperken.